# Silvio Muccino
Silvio Muccino es un actor, cantante, actor de voz y comediante italiano.

## Filmografía

### Actor
- Come te nessuno mai, de Gabriele Muccino (1999)
- L'ultimo bacio, de Gabriele Muccino (2001)
- Un delitto impossibile, de Antonello Grimaldi (2001)
- CQ, de Roman Coppola (2001)
- Manuale d'amore, de Giovanni Veronesi (2005)
- Il mio miglior nemico, de Carlo Verdone (2006)
- Un altro mondo (2010)
- Le leggi del desiderio, de Silvio Muccino (2015)

### Actor de voz
- Freddie Highmore en Astro Boy

- Datos: Q1217703
- Multimedia: Silvio Muccino / Q1217703